# 24153 Davidalex
24153 Davidalex este un asteroid din centura principală de asteroizi.

## Descriere
24153 Davidalex este un asteroid din centura principală de asteroizi. A fost descoperit pe 15 noiembrie 1999 la Socorro, New Mexico, în cadrul proiectului LINEAR. Asteroidul prezintă o orbită caracterizată de o semiaxă mare de 2,52 ua, o excentricitate de 0,08 și o înclinație de 3,4° în raport cu ecliptica.